# Skakuszka długoogonowa
Skakuszka długoogonowa (Notomys longicaudatus) – gatunek wymarłego gryzonia z rodziny myszowatych (Muridae), występujący dawniej endemicznie w Australii.
Znany z nielicznych okazów, ostatnie znalezione zostały na Terytorium Północnym w 1901 roku. Występował w Australii Zachodniej i na Terytorium Północnym. Szczątki kostne znajdywano również w Australii Południowej. Zamieszkiwał suche i półpustynne tereny porośnięte akacją i eukaliptusem oraz niskie zarośla. Stosunkowo duży gryzoń z rodzaju Notomys osiągający masę ciała 100 g i długim ogonie.
W Australii zwierzę jest nazywane angielską nazwą long-tailed hopping mouse oraz aborygeńską nazwą koolawa. W wydanej w 2015 roku przez Muzeum i Instytut Zoologii Polskiej Akademii Nauk publikacji „Polskie nazewnictwo ssaków świata” gatunkowi nadano nazwę skakuszka długoogonowa.
Biologia i ekologia tego gatunku słabo poznana. W Czerwonej księdze gatunków zagrożonych Międzynarodowej Unii Ochrony Przyrody i Jej Zasobów został zaliczony do kategorii EX (wymarły). Nie są znane przyczyny wymarcia tego ssaka, prawdopodobnie mogło to być związane ze sprowadzeniem do Australii kotów i lisów.